# Alain de Benoist
Alain de Benoist (Saint-Symphorien, 11 dicembre 1943) è uno scrittore, filosofo e giornalista francese, fondatore del movimento culturale denominato Nouvelle Droite (Nuova Destra), del quale è stato animatore insieme a Guillaume Faye, Pierre Vial, Giorgio Locchi.

## Biografia
Alain de Benoist è nato a Saint-Symphorien, fino al 1964 comune autonomo e oggi quartiere di Tours, da una famiglia che vanta nel suo albero genealogico anche il pittore Gustave Moreau. Ha studiato legge, filosofia, sociologia e storia delle religioni.
Tra il 1961 e il 1966, ha fatto parte della Fédération des étudiants nationalistes (FEN) e del Mouvement nationaliste du progrès (MNP). Ruppe i rapporti con tali partiti all'età di 23 anni.
Nel 1968 fonda il Gruppo di Ricerca e di Studi per la civiltà europea, conosciuto come GRECE.
In Italia il suo pensiero è stato divulgato e sviluppato dal politologo Marco Tarchi e avvicinato anche dallo scrittore e giornalista Massimo Fini.
È stato collaboratore alle riviste: Cahiers universitaires, Europe Action e Défense de l'Occident, redattore capo dell'Observateur Européen, di Nouvelle École, Midi-France. Critico letterario di Valeurs actuelles, Le Spectacle du monde, Le Figaro-Magazine.
Direttore di collane editoriali: Éditions Copernic, Éditions du Labyrinthe, Pardès, Grands Classiques, Éditions L'Âge d'Homme.
Attualmente dirige due riviste: Nouvelle École (dal 1968) e Krisis (dal 1988). I suoi scritti sono stati pubblicati su alcuni quotidiani come Le Figaro, Le Spectacle du Monde (dopo 2000) e Telos (il giornale della sinistra radicale statunitense).
Ha già pubblicato più di 50 libri e nel 1978 ha ricevuto il premio Grand Prix de l'Essai dall'Académie Française per il suo: Visto da destra.

## Pensiero
Durante i primi anni sessanta Alain de Benoist è stato legato a svariate entità della destra francese. Il suo processo di maturazione politica lo portò ben presto ad estraniarsi dalle accuse di neofascismo che lo investivano e già con i suoi scritti, durante gli anni settanta, cominciò a costruire il suo percorso originale fatto di critica verso la globalizzazione, il liberalismo in favore delle piccole patrie e delle identità culturali. Negli ultimi anni ha sviluppato una forte critica ad ampio raggio nei confronti della politica imperialistica degli Stati Uniti d'America.
De Benoist considera la democrazia rappresentativa come un limite per poter sviluppare un maggior coinvolgimento popolare alla vita politica di un paese. Pur essendo piuttosto critico nei confronti dell'Unione europea, crede fortissimamente in un'Europa unita e federale, dove il concetto di nazione viene a decadere in favore delle identità regionali unite da un comune senso di appartenenza continentale (nazionalismo europeo). L'idea che la globalizzazione e la finanziarizzazione dell'economia conducano a uno svuotamento progressivo delle prerogative della democrazia rappresentativa e dell'effettività delle decisioni assumibili sotto il suo perimetro, teorizzata da De Benoist, ha influenzato a sua volta un'analoga critica da parte di intellettuali come l'italiano Massimo Fini.
Il suo pensiero, inizialmente ispirato da una visione del mondo faustiana e nietzscheana, influenzato poi anche da Julius Evola, Carl Schmitt, Martin Heidegger, Ernst Jünger, Yukio Mishima, Niccolò Machiavelli, René Guénon, Carl Gustav Jung e Oswald Spengler, è difficilmente classificabile in quanto sintetizza alcuni dei concetti che abbracciano il marxismo, l'ecologismo, il multiculturalismo multipolare  o differenzialismo antropologico (a tutela delle identità culturali dei vari popoli, da considerarsi quali ricchezza del mondo, in grado di garantire un confronto costruttivo ed quel mutuo sviluppo che permetta il progresso futuro delle stesse), il socialismo, il federalismo comunitario, il distributismo e il paganesimo (facendosi portatore della rinascita di una weltanschauung neopagana come background culturale dell'Europa, senza l'obbligatoria presenza di ricostruzionismo rituale e tradizionalismo puramente nostalgico, piuttosto egli propone una visione della vita sacralizzata e panteista).
Egli si oppone al modello del melting pot in favore di identità nazionali definite, e allo stesso tempo si dichiara avversario di razzismo e antisemitismo (ha polemizzato con Jean-Marie Le Pen), nonché di un'eccessiva immigrazione proveniente dai paesi arabi. Ha quindi criticato scientismo e biologismo sociale (senza mai rifiutare l'apporto della scienza) e le derivazioni del positivismo estremo come il socialdarwinismo di Spencer e il razzismo biologico di Gobineau, adottati da certe formulazioni del liberismo e dal nazionalsocialismo, sui numeri di Nouvelle Ecole a partire dal 1971.
Dagli anni settanta, il movimento culturale della Nouvelle Droite ha influenzato quello italiano della Nuova Destra italiana, la versione d'oltralpe dell'omologo francese, proponendosi come una destra nuova, alternativa non solo alla sinistra e al capitalismo, ma anche alla destra filostatunitense e a quella di stampo fascista, nazionalista classica e colonialista, rappresentate nella Francia del dopoguerra dal gollismo, dall'OAS e dal Front National, alle cui tesi neo-nazionaliste non ha mai aderito. Allo sciovinismo de Benoist e la Nuova Destra hanno opposto sempre il federalismo europeo dei popoli.

## Opere
- Nietzsche: morale e «grande politica», Il Labirinto, 1979
- Alain de Benoist, Konrad Lorenz. Intervista sull'etologia. La genealogia della morale, traduzione di P. Grillo e P. Visani, Sanremo, Il Labirinto, 1979. - Collana Vette, Oaks Editrice, 2016, ISBN 978-88-680-1141-3.
- Visto da destra. Antologia critica delle idee contemporanee, Akropolis, 1981
- Moeller van den Bruck o la Rivoluzione conservatrice, Edizioni del tridente, 1981
- Le idee a posto, Akropolis, 1983
- Come si può essere pagani, Basaia, 1984
- Il nemico principale. Considerazioni per anni decisivi, La roccia di Erec, 1983
- Democrazia: il problema, Arnaud, 1985, Pagine, 2016
- Oltre l'Occidente. Europa-Terzo Mondo: la nuova alleanza, La Roccia di Erec, 1986, ISBN 978-88-85928-03-9.
- Razzismo e antirazzismo (con André Béjin e Pierre-André Taguieff), La roccia di Erec, 1992
- L'Éclipse du sacré: discours et réponses (avec Thomas Molnar), Table Ronde, 1986; rééd. La Nouvelle Librairie, 2021, L'eclisse del sacro, Edizioni Settecolori, 1992, Pagine, 2017
- L'impero interiore. Mito, autorità, potere nell'Europa moderna e contemporanea, Firenze, Ponte alle Grazie, 1996.
- L'Europe païenne (en collaboration), 1979
- Céline et l'Allemagne, 1933-1945. Une mise au point, Le Bulletin célinien, 1996, Céline e la Germania (1933-1945), L'Arco e la Corte, 2021
- Ripensare la guerra. Dallo scontro cavalleresco allo sterminio di massa, Terziaria, 1999
- L'Operaio fra gli Dei e i Titani. Ernst Jünger « sismografo » dell'era della tecnica, Terziaria, 2000
- Comunismo e nazismo. 25 riflessioni sul totalitarismo nel XX secolo (1917-1989), 2000. 2ª edizione Controcorrente, 2007.
- Hayek, Edizioni Settimo Sigillo, 2000 (pref. e trad. di Carlo Gambescia)
- La « nuova evangelizzazione » dell'Europa. La strategia di Giovanni Paolo II, Arianna, 2002
- Le sfide della postmodernità. Sguardi sul terzo millennio, Arianna, 2003
- Oltre i diritti dell'uomo. Per difendere le libertà, Edizioni Settimo Sigillo 2004 (pref. e trad. di Carlo Gambescia)
- L'impero del « bene ». Riflessioni sull'America d'oggi, Settimo Sigillo, 2004
- Dialoghi sul presente. Alienazione, globalizzazione, Destra/Sinistra, atei devoti. Per un pensiero ribelle. 2005 Controcorrente, (con Costanzo Preve, Giuseppe Giaccio)
- Identità e comunità, Guida, 2005
- Manifesto per una rinascita europea, Nuove idee, 2005
- Oltre il Moderno. Sguardi sul terzo millennio, Arianna, 2005
- Comunità e decrescita. Critica della ragione mercantile, Arianna, 2006
- Ultimo anno. Diario di fine secolo, Edizioni Settecolori, 2006
- Tradizioni d'Europa, Controcorrente, 2006
- Terrorismo e «guerre giuste», Guida, 2007
- Pensiero ribelle: interviste, testimonianze, spiegazioni al di là della Destra e della Sinistra, Controcorrente, vol.1, 2008, vol.2, 2012
- Mémoire vive. Entretiens avec François Bousquet, Éditions de Fallois, 2012, Memoria viva, Bietti, 2021
- Sull'orlo del baratro. Il fallimento annunciato del sistema denaro, Arianna, 2012
- Nuova destra, nuova Europa, Pagine, 2012, ISBN 978-88-7557-278-5.
- Risposte al Gruppo Opìfice (2004-2012), Malicuvata, 2013.
- Famiglia e società. Origini, storia, attualità, traduzione di G. Giaccio, Controcorrente, 2013, ISBN 978-88-89015-99-5.
- Alain de Benoist - Aleksandr Dugin, Eurasia, Vladimir Putin e la grande politica, traduzione di G. Giaccio, Controcorrente, 2014, ISBN 978-88-98000-03-6.
- La fine della sovranità. La dittatura del denaro che toglie il potere ai popoli, Collana Un'altra storia, Arianna Editrice, 2014, ISBN 978-88-6588-054-8.
- Uomini e animali. Il posto dell'uomo nella natura, Collana Matrici, Frattamaggiore, Diana, 2014, ISBN 978-88-96221-14-3.
- Quatre figures de la Révolution Conservatrice allemande, Éditions Les Amis d'Alain de Benoist, 2014, Quattro figure della Rivoluzione Conservatrice tedesca, Controcorrente, 2016
- Oltre l'uomo e la donna. Contro l'ideologia gender, Edizioni Circolo Proudhon, 2015
- I demoni del bene. Dal nuovo ordine morale all'ideologia del genere, traduzione di G. Giaccio, Controcorrente, 2015, ISBN 978-88-98000-08-1.
- Alain de Benoist - Giorgio Locchi, Il male americano, Settimo Sigillo-Europa Lib. Ed., 2015, ISBN 978-88-6148-157-2.
- Come si può essere pagani?, Settimo Sigillo-Europa Lib. Ed., 2015, ISBN 978-88-6148-085-8.
- Il Trattato Transatlantico. L'accordo commerciale USA-UE che condizionerà le nostre vite, traduzione di G. Giaccio, Collana Un'altra storia, Arianna Editrice, 2015, ISBN 978-88-6588-156-9.
- Il valore delle religioni, Idrovolante, 2016, ISBN 978-88-99564-07-0.
- Gesù e i suoi fratelli: un mistero nascosto nei Vangeli, Prefazione di Pietrangelo Buttafuoco, trad. G. Giaccio, Collana Matrici, Frattamaggiore, Diana, 2016, ISBN 978-88-96221-19-8.
- Populismo. La fine della destra e della sinistra, Arianna Editrice, 2017, ISBN 978-88-65881-89-7.
- Minima moralia. Per un'etica delle virtù, Edizioni Bietti, 2017, ISBN 978-88-82483-79-1.
- Critica del liberalismo. La società non è un mercato, Arianna Editrice, 2019, ISBN 978-88-65882-11-5.
- Il mare contro la terra. Carl Schmitt e la globalizzazione, Diana Edizioni, 2019, ISBN 978-88-96221-42-6.
- La nuova censura. Contro il politicamente corretto, Diana Edizioni, 2021, ISBN 978-88-96221-63-1.